# Onigawara

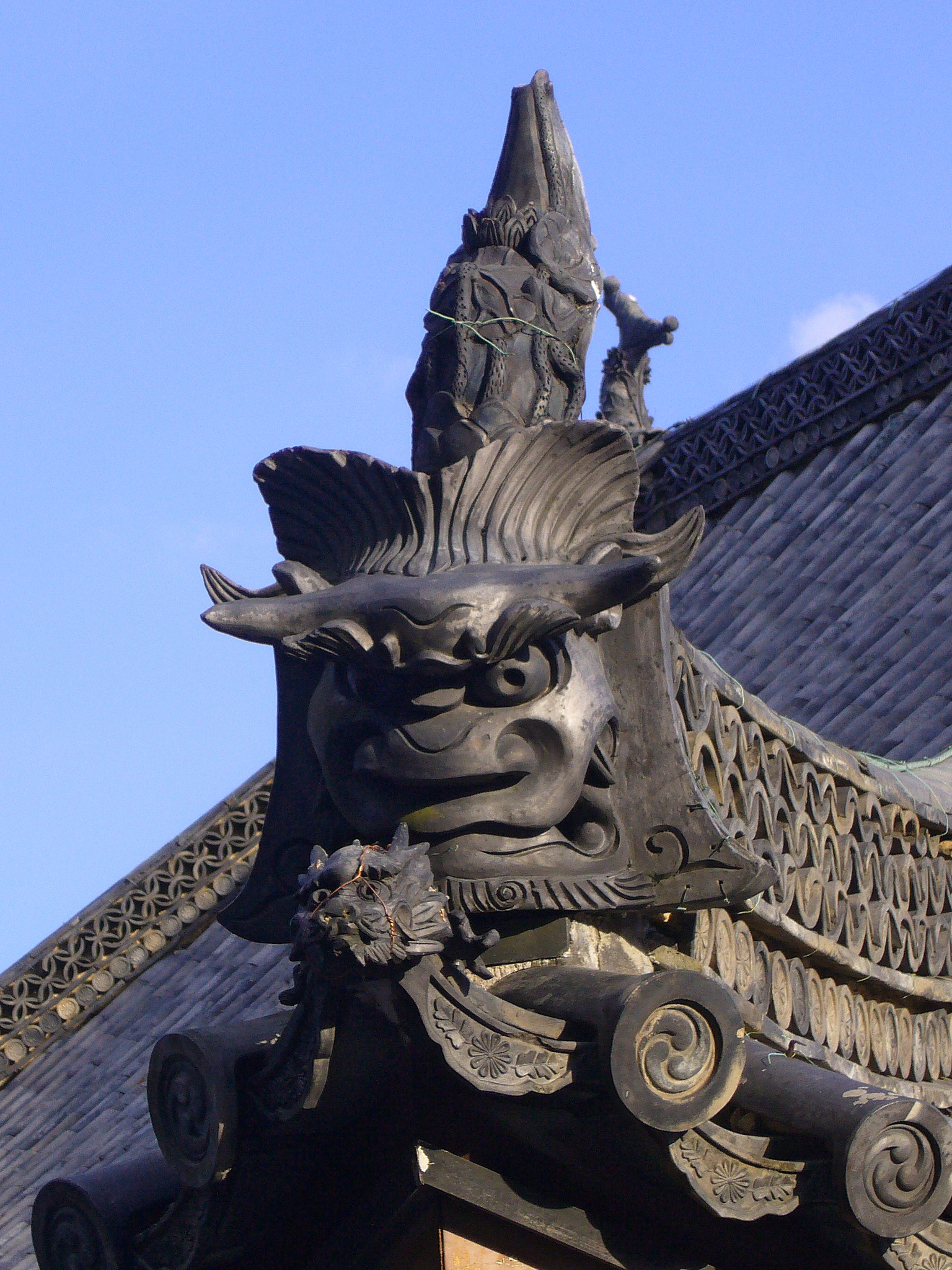
Ein Onigawara am Nakayamadera in Takarazuka, Präfektur Hyogo

Onigawara (jap. 鬼瓦, „teufelsgesichtiger Dachziegel“) ist ein dekoratives Element in der japanischen Architektur, das zudem als Talisman dient. Mythologisch betrachtet haben Onigawara in der japanischen Architektur ähnliche unheilabwehrende Funktion wie Wasserspeier in der Architektur des Westens.
Es handelt sich um einen Dachziegel, der in der Heian- und Nara-Zeit mit Blumen- und Tiermotiven, ab der Kamakura-Zeit jedoch zumeist als Fratze eines Kobolds (Oni) gestaltet ist. Der „Onigawara-Ziegel“ ist in der Regel am Ende des Dachfirsts angebracht. Bisweilen werden Onigawara auch aus Holz oder Stein gearbeitet. Sie besitzen häufig voluten- oder wellenförmige Ornamente, die „Hire“ (鰭, Flossen) genannt werden. Plastische Onigawara werden seit der Muromachi-Zeit hergestellt.

## Beispiele

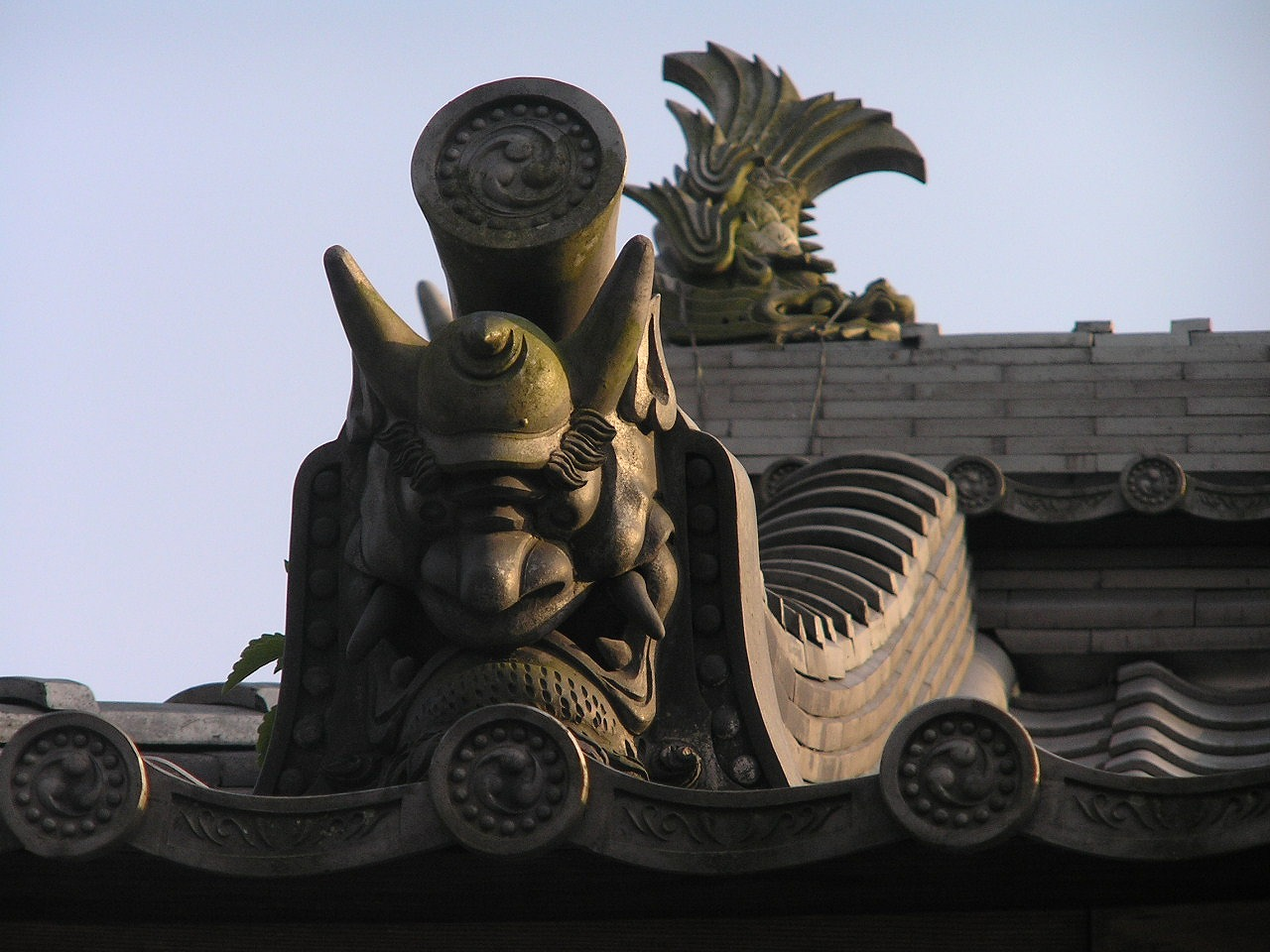
Onigawara am Jōdo-Tempel in Ono
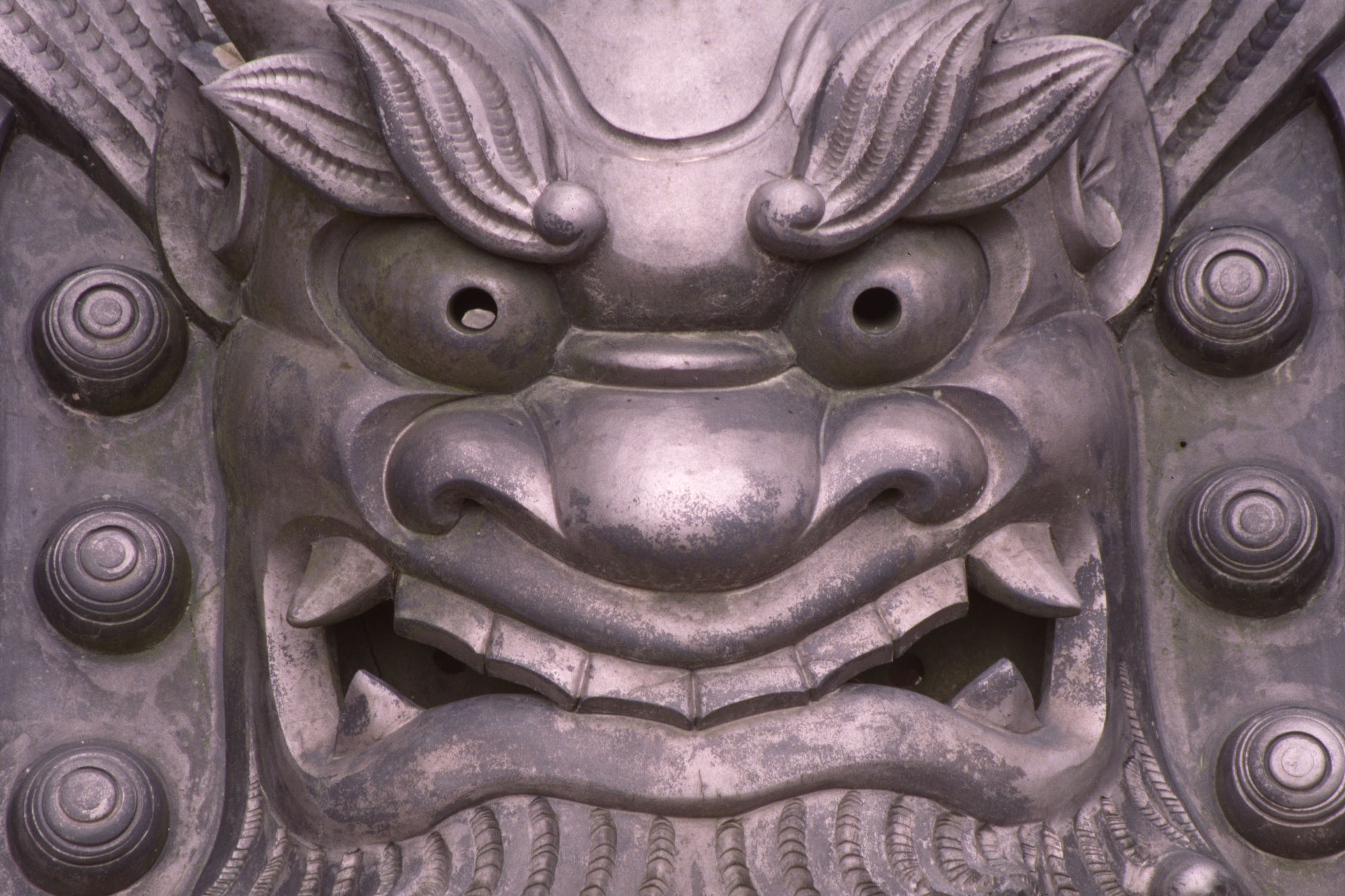
Detail: ein Oni-ita (鬼板), wörtlich: das Brett, das die Koboldfratze trägt
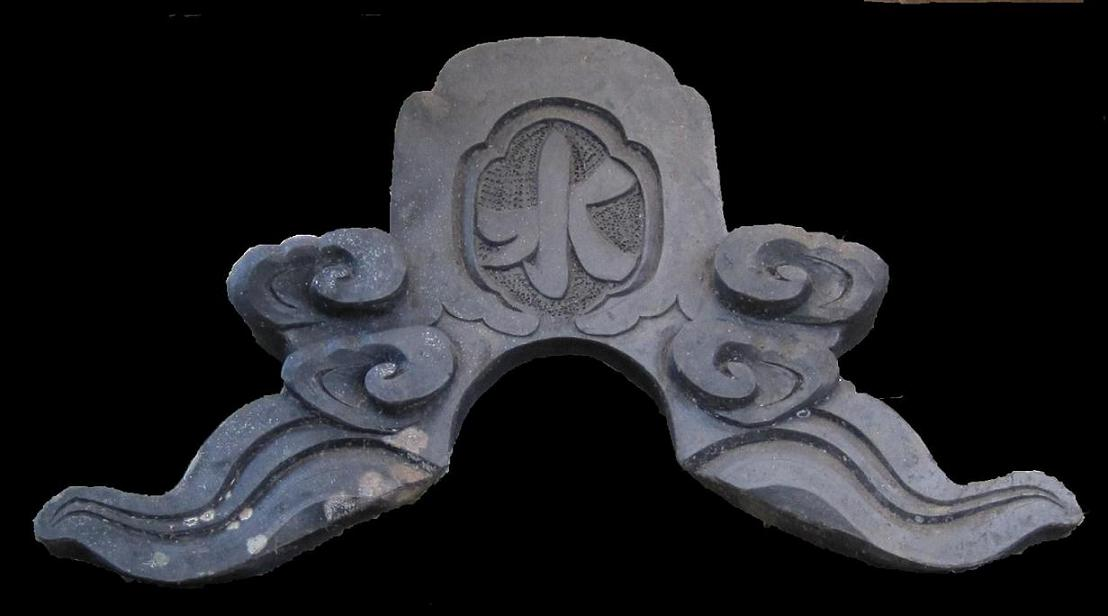
Detail eines Onigawara mit dem Schriftzeichen mizu (水, Wasser) zum Schutz vor Bränden
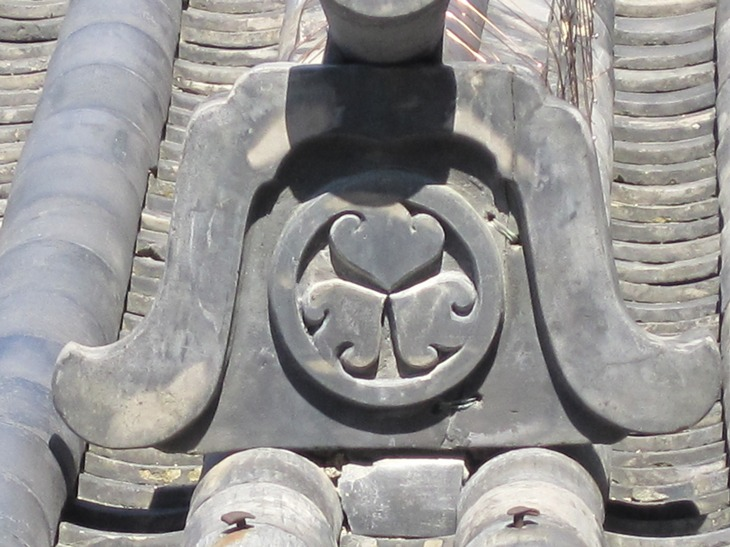
Onigawara an der Burg Nijō mit einer dreiblättrigen Malve als Mon (Familienwappen)
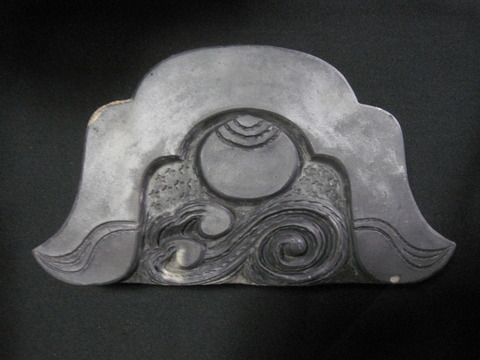
Onigawara mit Motiv eines Edelsteins in den Wellen
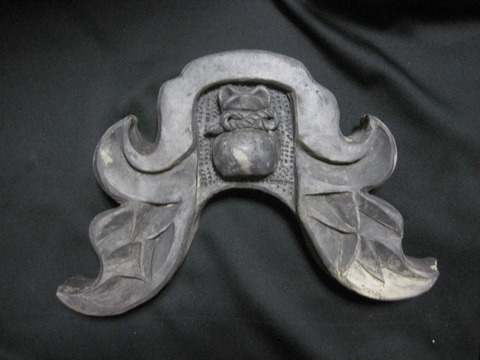
Onigawara mit Geldbörsen-Motiv
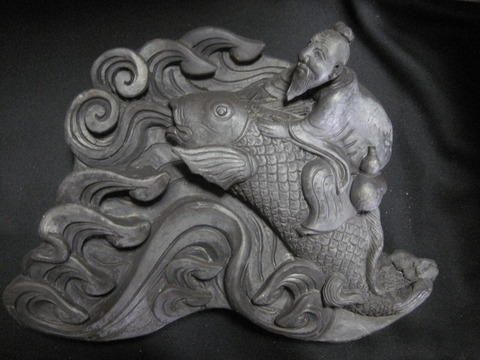
Onigawara, den Eremiten und Shamisen-Meister Kinko darstellend
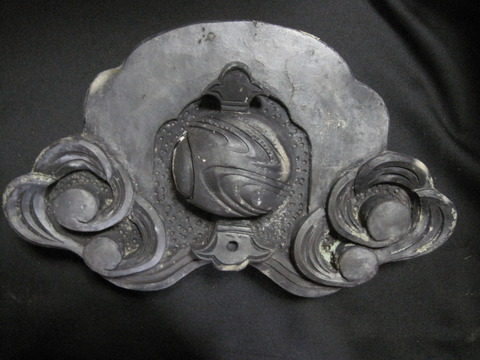
Onigawara mit magischer-Hammer-Motiv (uchide no kozuchi)
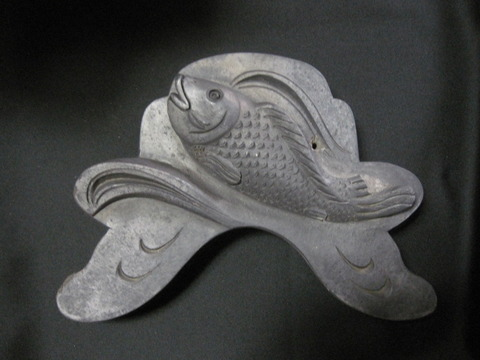
Onigawara mit Karpfenmotiv